# Metateoría
Una metateoría es una teoría que se dedica al estudio de otra teoría o conjunto de teorías. En sentido general podría ser llamada teoría de las teorías. Si A es una teoría de B y B es en sí misma una teoría, entonces A es una metateoría. Sin embargo, una teoría general no puede ser una metateoría desde que no se dedica en particular a una o a un conjunto de teorías.
De acuerdo al sistema TOGA, una metateoría puede referirse a un punto de vista específico de una teoría y las meta-propiedades de sus materias, pero no a la aplicación de dicha teoría. 

## Un ejemplo de metateoría
El siguiente es un ejemplo que ilustra las propiedades de una metateoría según Stephen Hawking en su Breve historia del tiempo:

Cualquier teoría física es siempre provisional en el sentido en que esta es tan sólo una hipótesis; usted nunca puede probarla. No importa cuantas veces los resultados de un experimento están de acuerdo con alguna teoría, usted no puede estar seguro de que la próxima vez el resultado no va a ser contradictorio a la teoría. Por otro lado, usted puede desaprobar una teoría al encontrar tan solo una mera observación que no esté de acuerdo con la predicción de la teoría.

La metateoría pertenece a la filosofía y en especial a la epistemología y a la matemática, así como es objeto de estudio del área en la cual la teoría en estudio es objeto de la misma. 

### Taxonomía
Uno de los campos más comunes de la metateoría es la clasificación de teorías en el campo de la taxonomía de teorías. Una prueba aportada por una metateoría es denominada como metateorema.

## Historia
El concepto se remonta a la escena de la filosofía del siglo XX como resultado de los trabajos del matemático alemán David Hilbert que publicó en 1905 una propuesta de la consistencia de las matemáticas creando un campo al que denominó "Metamatemáticas". Las esperanzas del éxito de sus pruebas fueron cortadas por los trabajos de Kurt Gödel quien en 1931 probó las conclusiones de Hilbert no atendibles en su obra "inconsistencia de los teoremas". Sin embargo, los aportes de Hilbert en cuanto a las matemáticas, continuarían teniendo su influencia durante el siglo XX.
El estudio de los metateoremas aumentó durante el resto del siglo con la aplicación en otros campos, especialmente en lingüística y su concepto de metalenguaje.